# 橘花攻擊機
橘花（きっか）是第二次世界大戰末期由大日本帝國海軍所主导研制的喷气式攻擊機。引擎主要由海军航空技术厂負責研發，機體由中島飛機開發及製造。
在正式的稱呼上，使用NE-12B（ネ-12B）裝備型的為「橘花」、NE-20（ネ-20）裝備型為「橘花改」。而試作機稱為「試製橘花」或「試製橘花改」。當時並沒有海軍機種記號。
該機為日本在第二次世界大戰中較為特別的一種軍機，可說是日本版的Me 262戰鬥機。其研發工作在1944年開始，
當時戰局緊迫，日本軍方下令當時國內最大的中島飛機對橘花做緊急開發，因此發展速度很快，雖然日本不斷的被盟軍嚴重的轟炸，中島在1945年6月25日就讓原型機出廠，並隨即在8月7日由木更津航空隊進行第一次的試飛。

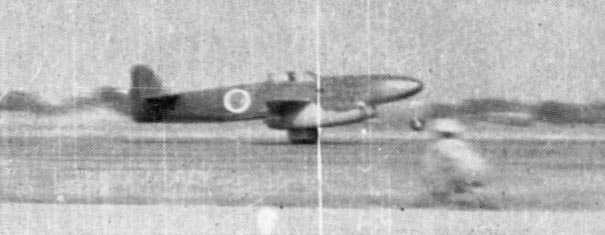
起飛中的橘花

## 開發概要
橘花同Me 262一样採用機腹掛架和前三點式的起落架，据此有观点认为橘花是日本版的Me 262。然而實際上，德方在1944年7月才批出Junkers Jumo 004及BMW 003的生產許可証，並打算於同年10月向日方提供兩台完整的Me 262樣機、圖紙及工程師。但由於當時運輸條件限制，德方向日方運送樣機的計劃被迫擱置。而1944年10月時，德國亦已處於頹敗之勢，向日方輸送物資更加天方夜譚。直至1945年4月15日。為了幫助日本能夠在短時間內迅速生產出Me 262，梅賽施米特的技師 Bringewald（其任務是指導生產 Me 262）和梅賽施米特的工業機械專家 Ruf 踏上了駛往日本的U-234潛艇。隨他們而行的還有幾張工廠建築藍圖和設計圖紙。這些工廠一旦建成就可每月輸出500架 Me 262。但1945年5月8日德國戰敗投降，6天後（5月14日）U-234 在加拿大的紐芬蘭島海域被美軍截獲也被迫投降。日本的最後一線技術外援的希望也因此夭折。因此實際上日方未有得到過Me 262的設計圖，更遑論要德國噴射式引擎的設計圖。
由於戰時物資短缺，橘花的機身和機翼用木鋼構造，至於橘花的燃料箱載容量正常為725升（入滿燃料箱和加裝外掛燃料箱為1450升），主輪挪用零戰五二型的起落架，而鼻輪則由銀河的主輪替用。
在原設計中，橘花應當與其德國遠親─Me 262相同，為一款高速戰鬥轟炸機，不過由於中島參考Jumo-004B所製造的Ne-20型發動機推力不足，僅有500kg左右的推力（Jumo004B的推力達900kg），因此為了讓橘花有較好的飛行性能，甚至連原本要裝在機首的2門30mm機砲也廢除，因而成為純粹的攻擊機。
隨後橘花原型機在第二次試飛中，由於發動機發生故障，導致離陸失敗而損毀，發動機的備件卻遲遲未能送達，因此橘花就這樣迎接終戰。
帝國海軍原本預計在1945年結束前生產500架以上的橘花，藉此對盟軍艦隊進行轟炸以奪回日本近海的制海權，不過隨著戰爭結束，橘花的計劃就這樣劃上了休止符。

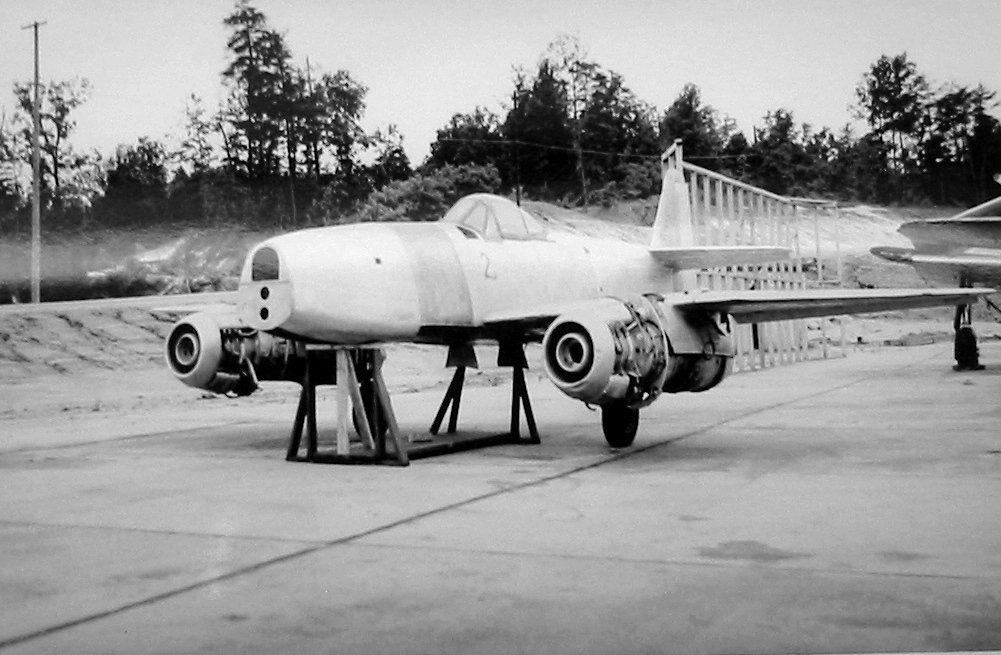
被美軍接收的橘花

## 性能諸元

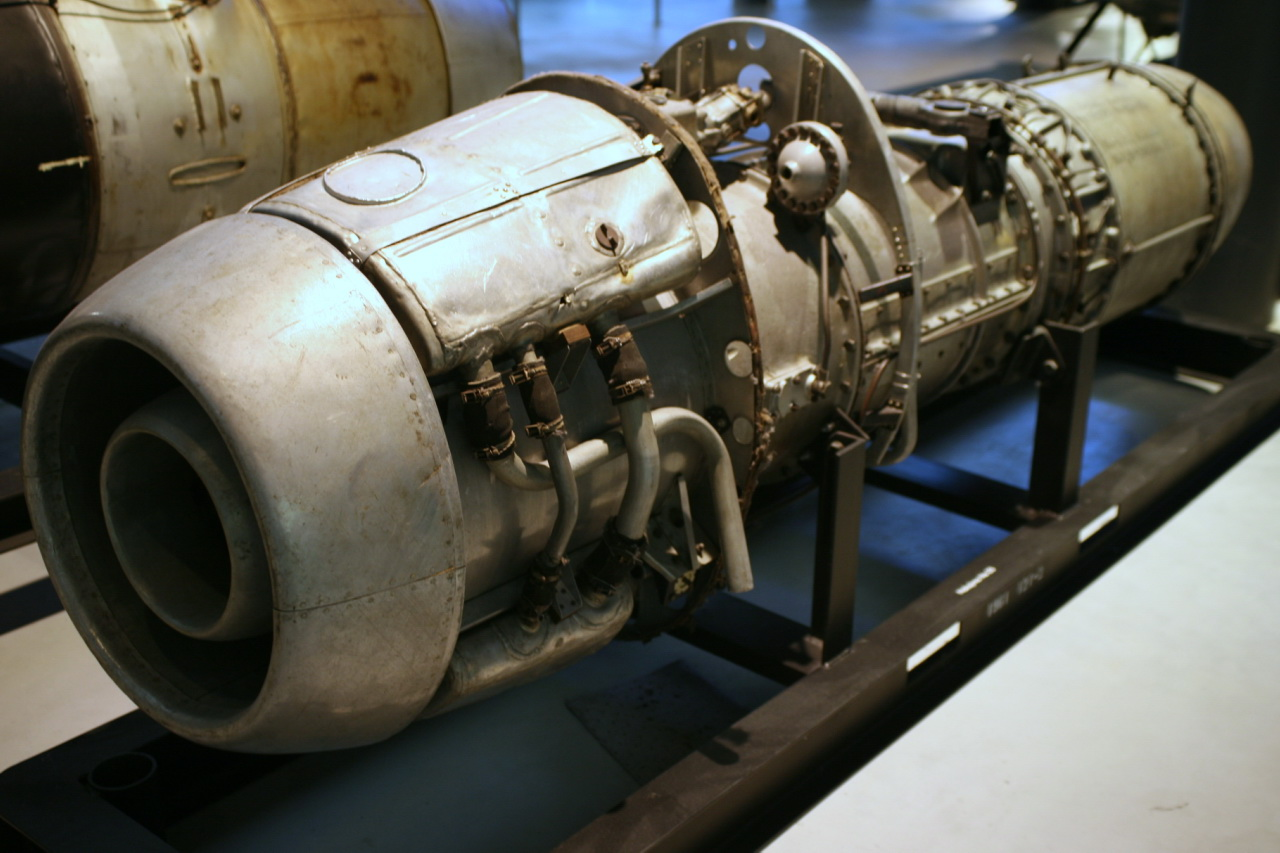
Ne-20型發動機

| 正式名稱     | 橘花改                                     | 橘花改                                     | 橘花改                                     |
| ------------ | ------------------------------------------ | ------------------------------------------ | ------------------------------------------ |
| 試作名稱     | 試製橘花改                                 | 試製橘花改                                 | 試製橘花改                                 |
| 翼展         | 10.00m                                     | 10.00m                                     | 10.00m                                     |
| 全長         | 9.25m                                      | 9.25m                                      | 9.25m                                      |
| 翼面積       | 13.20m²                                    | 13.20m²                                    | 13.20m²                                    |
| 自重         | 2,300kg                                    | 2,200kg                                    | 2,300kg                                    |
| 正規全備重量 | 3,500kg                                    | 3,400kg                                    | 3,500kg                                    |
| 發動機       | Ne-20型 軸流式噴射發動機（静止推力475 kg） | Ne-20改 軸流式噴射發動機（静止推力570 kg） | Ne-20改 軸流式噴射發動機（静止推力570 kg） |
| 最高速度     | 676km/h（365節。高度6,000m）               | 785km/h（試算值。高度6,000m）              | 785km/h（試算值。高度6,000m）              |
| 上昇力       | 上昇至10,000m需26分鐘                      | 上昇至10,000m需20分鐘（試算值）            | 上昇至10,000m需20分鐘（試算值）            |
| 續航距離     | 680km（正規）                              | 843km（正規）                              | 843km（正規）                              |
| 武裝         |                                            |                                            | 機首五式30mm機銃*2                         |
| 外掛武裝     | 500kg or 800kg炸彈*1                       | 500kg or 800kg炸彈*1                       | 500kg or 800kg炸彈*1                       |

## 流行文化

### 電子遊戲
- 《戰爭雷霆》
- 《應徵入伍》

## 其他相關機種
相关开发
- Ki-201 火龍戰鬥機

类似型号
- Bell P-59 Airacomet
- Gloster E.28/39
- Gloster Meteor
- Heinkel He 280
- Messerschmitt Me 262
- Sukhoi Su-9

相关列表
- 第二次世界大戰飛機列表
- List of jet aircraft of World War II

## 外部連結
- 日本海軍特殊攻擊機─橘花
- The Nakajima Kikka entry at the Hikoki: 1946 website （页面存档备份，存于）
- Smithsonian NASM page on their Nakajima Kikka （页面存档备份，存于）
- Nakajima Kikka - Minijets.org  （页面存档备份，存于）